# Louis Lansana Béavogui

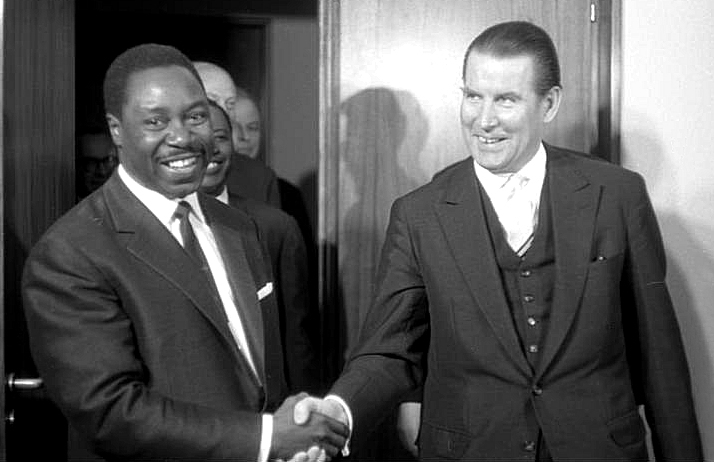
Louis Lansana Béavogui (links) mit dem deutschen Außenminister Gerhard Schröder (1964)

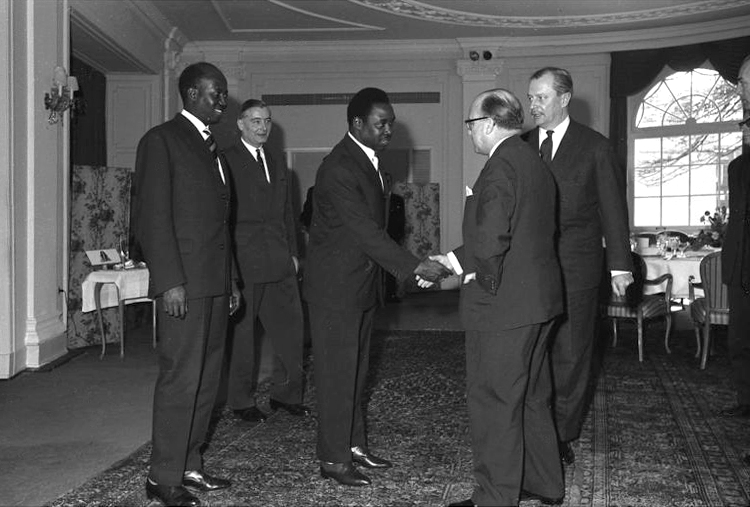
Louis Lansana Béavogui (Mitte) bei einem Bankett in Bonn (26. Februar 1959)

Louis Lansana Béavogui (* 28. Dezember 1923 in Macenta, Präfektur Macenta; † 19. August 1984 in Conakry) war ein Politiker in Guinea. Er war von 1972 bis 1984 Premierminister des Staates, von 1958 bis 1984 außerdem mehrmals Minister unterschiedlicher Ressorts.

## Leben
Béavogui wurde als Sohn eines Angestellten in Guinea geboren und ging später in den Senegal nach Dakar, um dort Medizin zu studieren. Nach seinem Abschluss ging er wieder nach Guinea zurück, wo er in Guéckédou und Kissidougou als Arzt tätig war. Seine politische Laufbahn begann er als Parteisekretär der Demokratischen Partei von Guinea (PDG). Er wurde später Bürgermeister von Kissidougou und, nachdem Guinea der neuen Verfassung Frankreichs am 28. September 1958 nicht zugestimmt hatte und sich kurz darauf am 2. Oktober für unabhängig erklärte, Minister für Wirtschaft und Planung. Die ersten Banknoten Guineas nach der Unabhängigkeit trugen seine Unterschrift.

## Wirken

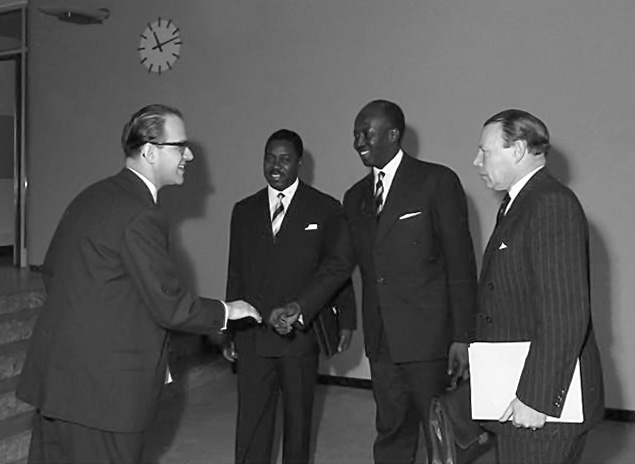
Louis Lansana Béavogui (zweiter von links) bei einem Bankett in Bonn (26. Februar 1959)

Béavogui erste Aufgabe als Minister war es nun, Wirtschaftsbeziehungen zu anderen Staaten aufzubauen, da es nach der Unabhängigkeit zum Bruch mit Frankreich kam. Vor allem mit der Sowjetunion wurden langfristige Verträge ausgehandelt, die den Einfluss der Sowjetunion in Guinea enorm steigerte. Im Jahr 1961 wurde er Außenminister von Guinea, als der er den Kurs der sozialistischen Länder strikt unterstützte. Die dadurch verursachte Abgrenzung zu vielen europäischen Staaten – der Bruch mit der Bundesrepublik kam erst, nachdem Guinea diese 1971 beschuldigte an einer Invasion beteiligt gewesen zu sein – schädigte die Entwicklung der Wirtschaft ungemein. Auch nachdem Béavogui am 17. Mai 1969 wieder Wirtschaftsminister wurde setzte er diesen Trend fort. Um sich selbst zu entlasten, führte der Präsident Guineas Ahmed Sékou Touré 1972 das Amt des Ministerpräsidenten ein, welches er erstmals mit Béavogui besetzte. Tatsächlich hatte er jedoch keine Macht und Touré konnte seine diktatorisch geführte Herrschaft fortsetzen. Béavogui bekleidete während dessen – neben dem Amt des Regierungschefs – noch weitere Ministerressorts. Nach dem Tod von Touré im März 1984 wurde Béavogui zum provisorischen Nachfolger im Präsidentenamt erklärt. In den Tagen darauf regte sich jedoch Widerstand gegen das bisherige Regime, welches in einem Militärputsch unter Führung von Lansana Conté endete. Am 3. April wurde Béavogui gestürzt und verhaftet. Er wurde in das Gefängnis in Kindia gebracht, wo er im Sommer 1984 schwer erkrankte. Am 19. August 1984 starb er in einem Krankenhaus in Conakry.